# Anuyut Mudlem
Anuyut Mudlem (thailändisch อนุยุต หมัดเหล็ม, * 22. September 1999) ist ein thailändischer Fußballspieler.

## Karriere
Anuyut Mudlem stand von 2019 bis Mitte 2021 beim Pluakdaeng United FC in Rayong unter Vertrag. 2019 bestritt er 17 Ligaspiele in der vierten Liga. Hier trat er mit dem Verein in der Eastern Region an. 2020 wurde die Liga nach dem zweiten Spieltag wegen der COVID-19-Pandemie in Thailand unterbrochen. Während der Unterbrechung wurde vom Verband beschlossen, dass nach Wiederaufnahme des Spielbetriebs die vierte- und die dritte Liga zusammengelegt werden. Mit Rayong spielte er ebenfalls in der Eastern Region der Liga. Zu Beginn der Saison 2021/22 unterschrieb er einen Vertrag beim Samut Prakan City FC. Der Verein aus Samut Prakan spielte in der ersten thailändischen Liga. Sein erstes Pflichtspiel für SPC absolvierte er am 24. November 2021 in der zweiten Runde des FA Cup. Hier wurde er im Spiel gegen den Drittligisten Pluakdaeng United FC in der 83. Minute für Sarayut Sompim eingewechselt. Samut gewann das Spiel 3:1. Sein Erstligadebüt gab Anuyut Mudlem am 24. April 2022 (28. Spieltag) im Auswärtsspiel gegen den Suphanburi FC. Hier wurde er in der 89. Minute für den Japaner Daisuke Sakai eingewechselt. Samut gewann das Spiel 2:1. Am Ende der Saison 2021/22 belegte er mit Samut den vorletzten Tabellenplatz und musste somit in die zweite Liga absteigen. Nach dem Abstieg verließ der Innenverteidiger den Verein und unterschrieb Ende Juli 2022 einen Vertrag beim Drittligisten Pluakdaeng United FC. Mit dem Verein aus Rayong trat er in der Eastern Region der Liga an. Nach insgesamt 31 Ligaspielen wechselte er im Dezember 2023 nach Phitsanulok zu dem in der Northern Region spielenden Phitsanulok FC. Nach insgesamt 29 Ligaspielen wechselte er im Sommer 2025 zum Erstligisten Lamphun Warriors FC.